# Vittorio Emanuele Orlando
Vittorio Emanuele Orlando (Palermo, 19 de maio de 1860 – Roma, 1 de dezembro de 1952) foi um diplomata italiano e figura política. Seu pai, um cavalheiro, se atrasou em registar o nascimento de seu filho por medo dos Mil patriotas de Giuseppe Garibaldi, que haviam acabado de invadir a Sicília na primeira etapa de sua marcha para unificar a Itália.
Em 1897, Orlando foi eleito na Câmara dos Deputados da Itália (em italiano: Camera dei deputati) para a comuna de Partinico pela qual foi reeleito em constante até 1925. Ele se aliou com Giovanni Giolitti, que foi primeiro-ministro da Itália, cinco vezes entre 1892 e 1921.
Além de seu papel político proeminente, também é conhecido por seus escritos, mais de uma centena de obras sobre questões legais e judiciais, visto que era um professor de direito.

## Ministro e primeiro-ministro
Um liberal, Orlando ocupou vários cargos como ministro. Em 1903, ele serviu como Ministro da Educação do primeiro-ministro Giolitti. Em 1907, foi nomeado Ministro da Justiça, um papel que ele manteve até 1909. Foi renomeado para o mesmo ministério em novembro de 1914 no governo de Antonio Salandra até sua nomeação como Ministro do Interior em junho de 1916, por Paolo Boselli.
Após o desastre militar italiano na Primeira Guerra Mundial em Caporetto, em 25 de outubro de 1917, que levou à queda do governo Boselli, Orlando tornou-se primeiro-ministro, e continuou nesse papel pelo resto da guerra. Ele tinha sido um forte apoiante da entrada da Itália na guerra. Orlando foi encorajado em seu apoio dos aliados por causa das promessas secretas feitas pelos últimos ganhos significativos territoriais promissores na Dalmácia (no Tratado de Londres de 1915).
Os italianos mais tarde ganharam a batalha de Vittorio Veneto, em novembro de 1918, um feito que coincidiu com o colapso do exército austro-húngaro e o fim da Primeira Guerra Mundial na frente italiana, bem como o fim do Império Austro-Húngaro. O fato de que a Itália se recuperou e acabou do lado vencedor, em 1918, ganhou para Orlando o título de "Premier da Vitória."

## Conferência de Paz de Paris em 1919

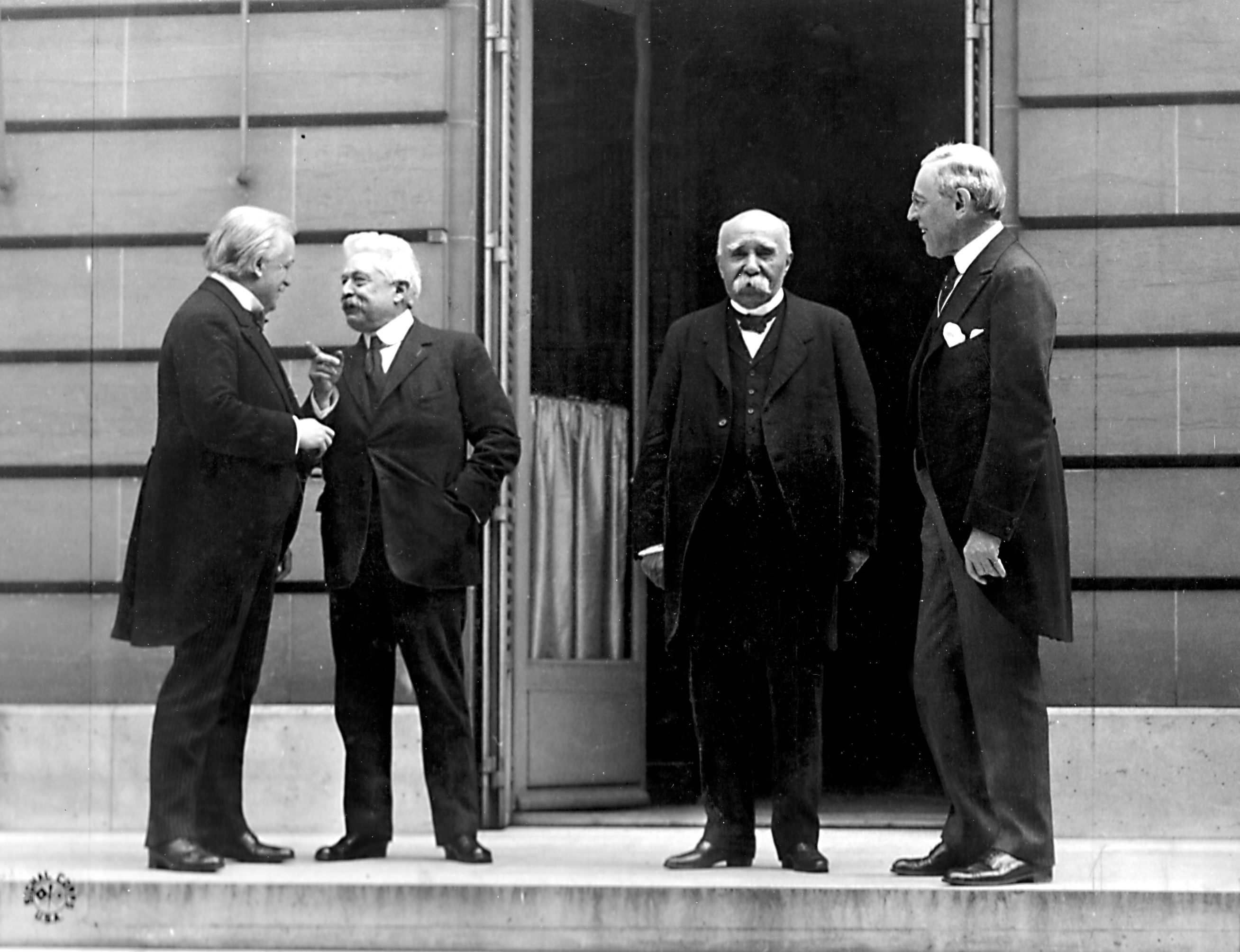
Orlando (segundo a partir da esquerda) com as negociações de paz da Primeira Guerra Mundial em Versalhes com David Lloyd George, Georges Clemenceau e Woodrow Wilson (da esquerda).

Embora, como Primeiro-Ministro, ele era o chefe da delegação italiana na Conferência de Paz de Paris em 1919, a incapacidade de Orlando em falar inglês e sua posição política fraca em casa permitiu que o conservador Ministro das Relações Exteriores, o meio-galês Sidney Sonnino, em atuar um papel dominante.
Suas diferenças revelaram-se desastrosas durante as negociações. Orlando estava preparado para renunciar as reivindicações territoriais de Dalmácia para anexar Rijeka (em italiano denominada Fiume) — o principal porto no Mar Adriático — enquanto Sonnino não estava preparado para desistir da Dalmácia. A Itália acabou reclamando por ambos e ficou sem nenhuma, correndo contra a política do presidente dos Estados Unidos, Woodrow Wilson de autodeterminação nacional. Orlando apoiou a proposta da Igualdade Racial introduzido pelo Japão na conferência.
Orlando deixou dramaticamente a conferência no início de abril de 1919. Ele voltou brevemente no mês seguinte, mas foi forçado a demitir-se poucos dias antes da assinatura do resultante Tratado de Versalhes. O fato de que ele não era signatária do tratado tornou-se um ponto de orgulho mais tarde em sua vida. O primeiro-ministro francês Georges Clemenceau apelidado de "O Chorão", e o próprio Orlando lembraram com orgulho: "Quando ... Eu soube que eles não iriam nos dar o que tínhamos direito ... Eu me contorcia no chão, bati minha cabeça contra a parede. Eu chorei. Eu queria morrer."
Sua posição política foi seriamente prejudicada por sua falha em proteger os interesses italianos na Conferência de Paz de Paris. Orlando renunciou em 23 de junho de 1919, na sequência da sua incapacidade de adquirir Fiume para a Itália no acordo de paz. Em dezembro do mesmo ano, foi eleito presidente da Câmara dos Deputados da Itália, mas nunca mais serviu como primeiro-ministro.

## Apoio a Mussolini
Quando Benito Mussolini tomou o poder em 1922, Orlando inicialmente o apoiou, mas rompeu com o Il Duce sobre o assassinato de Giacomo Matteotti, em 1924. Depois que ele abandonou a política, em 1925, ele demitiu-se da Câmara dos Deputados, até que, em 1935, a marcha de Mussolini na Etiópia agitou o nacionalismo de Orlando. Ele reapareceu no centro das atenções políticas, quando escreveu uma carta de fã a Mussolini.
Em 1944, ele fez uma espécie de retorno político. Com a queda de Mussolini, Orlando tornou-se líder da União Democrática Conservadora. Ele foi eleito presidente da Câmara dos Deputados da Itália, onde atuou até 1946. Em 1946, ele foi eleito para a Assembleia Constituinte da Itália. Em 1948 ele foi nomeado senador vitalício, e era candidato à presidência da República (eleito pelo Parlamento), mas foi derrotado por Luigi Einaudi. Ele morreu em 1952, em Roma.

## Ligações com a máfia
Orlando estava ligado à máfia e mafiosos do começo ao fim de sua longa carreira parlamentar. A Mafia pentito - uma testemunha do estado - Tommaso Buscetta afirmou que Orlando era realmente um membro da máfia, um homem de honra, a si mesmo. Em Partinico ele foi apoiado pelo chefe da máfia, Frank Coppola, que tinha sido deportado de volta para a Itália a partir dos Estados Unidos.
Em 1925, Orlando afirmou no Senado Italiano que estava orgulhoso de ser mafioso:
"Se pela palavra 'máfia' entendemos um senso de honra acampando na nota mais alta; uma recusa a tolerar a proeminência de alguém ou comportamento arrogante; ... uma generosidade de espírito que, enquanto encontra a força da cabeça, é indulgente para os fracos; lealdade para com os amigos ... Se esses sentimentos e esse tipo de comportamento é o que as pessoas querem dizer com 'a máfia', ... então estamos realmente falando das características especiais da alma siciliana: e declaro que sou um mafioso, e me orgulho de ser."

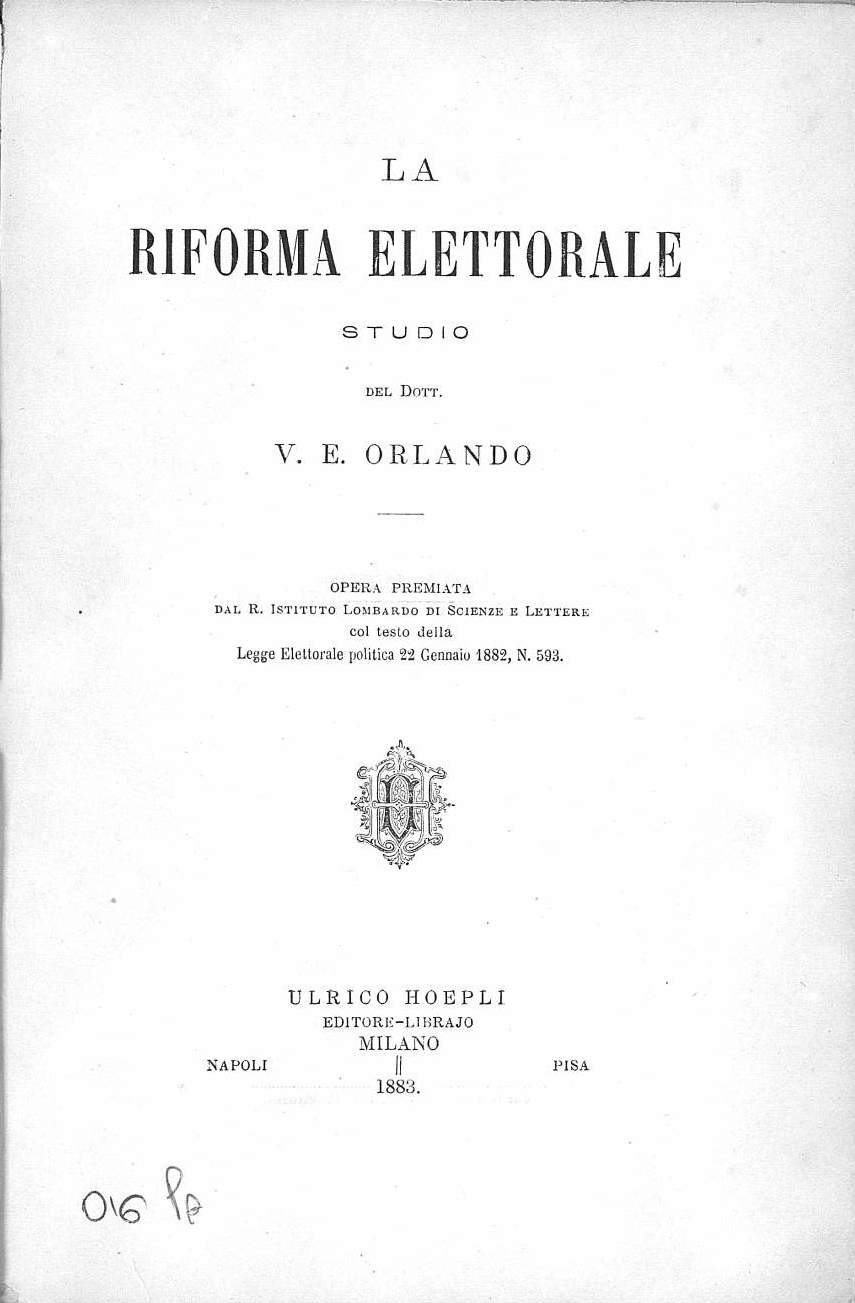
La riforma elettorale, 1883